# Leptopus clarkei
Leptopus clarkei är en emblikaväxtart som först beskrevs av Joseph Dalton Hooker, och fick sitt nu gällande namn av Antonina Ivanovna Pojarkova. Leptopus clarkei ingår i släktet andrakner, och familjen emblikaväxter. Inga underarter finns listade i Catalogue of Life.